# Staatsmeisterschaft von Paraíba
Die Staatsmeisterschaft von Paraíba ist die Fußballmeisterschaft des Bundesstaates Paraíba (portugiesisch: Campeonato Paraibano de Futebol) in Brasilien. Seit 1908 wird sie jährlich – mit Ausnahme von 1922, 1930, 1951 und 1985 – ausgetragen. Organisiert wird sie vom Fußballlandesverband von Paraíba, der Federação Paraibana de Futebol (FPF).
Rekordsieger ist Botafogo FC aus der Landeshauptstadt João Pessoa mit 30 Titeln, gefolgt vom Campinense Clube aus Campina Grande mit 22 Titeln.

## Sieger
| Rekordmeister: Botafogo FC | 0        | 30 Titel | Botafogo FC (João Pessoa)                                                                                 |
| Rekordmeister: Botafogo FC | 0        | 22 Titel | Campinense Clube (Campina Grande)                                                                         |
| Rekordmeister: Botafogo FC | 0        | 17 Titel | Treze FC (Campina Grande)                                                                                 |
| Rekordmeister: Botafogo FC | 0        | 10 Titel | EC Cabo Branco (João Pessoa)                                                                              |
| Rekordmeister: Botafogo FC | 0        | 06 Titel | Auto EC (PB) (João Pessoa)                                                                                |
| Rekordmeister: Botafogo FC | 0        | 05 Titel | Palmeiras SC (João Pessoa)                                                                                |
| Rekordmeister: Botafogo FC | 0        | 04 Titel | Sousa EC                                                                                                  |
| Rekordmeister: Botafogo FC | 0        | 03 Titel | América FC (João Pessoa)                                                                                  |
| Rekordmeister: Botafogo FC | 0        | 02 Titel | Santa Cruz REC (Santa Rita) Red Cross FC (João Pessoa) Clube Astréa (João Pessoa) Brasil FC (João Pessoa) |
| Rekordmeister: Botafogo FC | 01 Titel | Nacional AC (Patos) Atlético Cajazeirense (Cajazeiras) Confiança EC (Sapé) Estela do Mar EC (João Pessoa) Felipeia EC (Bayeux) Parahyba FC (João Pessoa) Parahyba United (João Pessoa) CA Parahybano (João Pessoa) Parahyba SC (João Pessoa) Colégio Pio X (João Pessoa) | |

## Meisterschaftshistorie
| Meister 2025: Sousa EC | 0 | - 2025 Sousa EC - 2024 Sousa EC - 2023 Treze FC - 2022 Campinense Clube - 2021 Campinense Clube - 2020 Treze FC - 2019 Botafogo FC - 2018 Botafogo FC - 2017 Botafogo FC - 2016 Campinense Clube - 2015 Campinense Clube - 2014 Botafogo FC - 2013 Botafogo FC - 2012 Campinense Clube - 2011 Treze FC - 2010 Treze FC - 2009 Sousa EC - 2008 Campinense Clube - 2007 Nacional AC - 2006 Treze FC - 2005 Treze FC - 2004 Campinense Clube - 2003 Botafogo FC - 2002 Atlético Cajazeirense - 2001 Treze FC - 2000 Treze FC - 1999 Botafogo FC - 1998 Botafogo FC - 1997 Confiança EC - 1996 Santa Cruz REC - 1995 Santa Cruz REC - 1994 Sousa FC - 1993 Campinense Clube - 1992 Auto EC - 1991 Campinense Clube - 1990 Auto EC - 1989 Treze FC - 1988 Botafogo FC - 1987 Auto EC - 1986 Botafogo FC - 1985 Meisterschaft nicht ausgetragen - 1984 Botafogo FC - 1983 Treze FC - 1982 Treze FC - 1981 Treze FC - 1980 Campinense Clube - 1979 Campinense Clube - 1978 Botafogo FC - 1977 Botafogo FC - 1976 Botafogo FC - 1975 Botafogo FC & Treze FC | 0 | - 1974 Campinense Clube - 1973 Campinense Clube - 1972 Campinense Clube - 1971 Campinense Clube - 1970 Botafogo FC - 1969 Botafogo FC - 1968 Botafogo FC - 1967 Campinense Clube - 1966 Treze FC - 1965 Campinense Clube - 1964 Campinense Clube - 1963 Campinense Clube - 1962 Campinense Clube - 1961 Campinense Clube - 1960 Campinense Clube - 1959 Estela do Mar EC - 1958 Auto EC - 1957 Botafogo FC - 1956 Auto EC - 1955 Botafogo FC - 1954 Botafogo FC - 1953 Botafogo FC - 1952 Red Cross FC - 1951 Meisterschaft nicht ausgetragen - 1950 Treze FC - 1949 Botafogo FC - 1948 Botafogo FC - 1947 Botafogo FC - 1946 Felipeia EC - 1945 Botafogo FC - 1944 Botafogo FC - 1943 Clube Astréa - 1942 Clube Astréa - 1941 Treze FC - 1940 Treze FC - 1939 Auto EC - 1938 Botafogo FC - 1937 Botafogo FC - 1936 Botafogo FC - 1935 Palmeiras SC - 1934 EC Cabo Branco - 1933 Palmeiras SC - 1932 EC Cabo Branco - 1931 EC Cabo Branco - 1930 Meisterschaft nicht ausgetragen - 1929 EC Cabo Branco - 1928 Palmeiras SC - 1927 EC Cabo Branco - 1926 EC Cabo Branco - 1925 América FC | 0 | - 1924 EC Cabo Branco - 1923 América FC - 1922 Meisterschaft nicht ausgetragen - 1921 Palmeiras SC - 1920 EC Cabo Branco - 1919 Palmeiras SC - 1918 EC Cabo Branco - 1917 Colégio Pio X - 1916 Brasil FC - 1915 EC Cabo Branco - 1914 Brasil FC - 1913 América FC - 1912 Red Cross FC - 1911 Parahyba SC - 1910 CA Parahybano - 1909 Parahyba United - 1908 Parahyba FC |